# Hans Ledermann
Hans Ledermann (* 28. Dezember 1957 in Hombrechtikon) ist ein ehemaliger Schweizer Radrennfahrer.
Dreimal – 1977, 1984 und 1985 – wurde Hans Ledermann Schweizer Meister im Zeitfahren. Bei den UCI-Bahn-Weltmeisterschaften 1977 in San Cristobal belegte er in derselben Disziplin den dritten Platz, 1985 wurde er in Bassano del Grappa Vize-Weltmeister im Punktefahren. 
Auch im Strassenradsport hatte er Erfolge. 1979 holte er einen Etappensieg in der Niedersachsen-Rundfahrt. 1985 wurde er Dritter der Gesamtwertung des australischen Etappenrennens Griffin 1000 West.
Zweimal – 1980 und 1984 – startete Ledermann bei Olympischen Spielen in der Mannschaftsverfolgung. 1980 in Moskau belegte der Schweizer Bahnvierer mit Ledermann, Robert Dill-Bundi, Urs Freuler und Hans Känel Platz acht in der Mannschaftsverfolgung, 1984 in Los Angeles erreichte der Vierer mit Ledermann, Daniel Huwyler, Hansrüdi Märki und Jörg Müller Platz sieben in der Mannschaftsverfolgung. Ledermann startete für den Verein VC Gippingen.